# Xestia tenuis
Xestia tenuis är en fjärilsart som beskrevs av Butler 1889. Xestia tenuis ingår i släktet Xestia och familjen nattflyn. Inga underarter finns listade i Catalogue of Life.